# Antachara denterna
Antachara denterna är en fjärilsart som beskrevs av Achille Guenée 1852. Antachara denterna ingår i släktet Antachara och familjen nattflyn. Inga underarter finns listade i Catalogue of Life.